# Urup Sogn
Urup Sogn (bis 1. Oktober 2010: Urup kirkedistrikt  (dt.: Kirchenbezirk) im Grindsted Sogn) ist ein Kirchspielsgemeinde (dän.: Sogn) im südlichen Dänemark. Bis zum 1. Oktober 2010 war sie lediglich ein Kirchenbezirk im Grindsted Sogn. Als zu diesem Termin sämtliche Kirchenbezirke Dänemarks aufgelöst wurden, wurde sie ein selbständiges Sogn.
Im Kirchspiel leben 223 Einwohner (Stand: 1. Januar 2023). Im Kirchspiel liegt die Kirche „Urup Kirke“.

## Geschichte
Bis 1970 gehörte Grindsted Sogn zur Harde Vester Horne Herred im damaligen Ribe Amt, danach zur Grindsted Kommune im
erweiterten
Ribe Amt, die im Zuge der  Kommunalreform zum 1. Januar 2007 in der
Billund Kommune in der Region Syddanmark aufgegangen ist.